# Mapa de la lectura pública
Un mapa de la lectura pública és un instrument que ajuda a la planificació de la política bibliotecària d'un territori identificant els serveis que hi ha, podent vore els serveis que falten per a així dirigir la inversió pública. És considerat un dels instruments bàsics per a la planificació bibliotecària.
El mapa pretén mostrar la situació actual del sistema bibliotecari d'un territori contrastant-lo amb l'ideal. Es presenta en forma de document format per sis apartats:
- Model de biblioteca i estàndards bàsics de biblioteca pública aplicables al territori.
- Situació actual d'acord amb el cens dels recursos de les biblioteques existents.
- Situació ideal d'acord amb les biblioteques i els recursos de què hauria de disposar cada municipi segons els estàndards.
- Diagnosi a partir de la comparació de la situació actual respecte a la situació ideal: municipi a municipi i global.
- Dèficit econòmic per tipus de recurs (col·lecció, personal, edificis, etc.).
- Proposta d'actuació a partir de les accions de millora necessàries i les prioritats d'inversió.

A Catalunya la Llei 4/1993 establí un mapa de la lectura pública. El 2008 un altre i el 2014 un altre. A les Illes Balears es publicà el 2007 el mapa de lectura pública de Mallorca, redactat des del 2004, i el 2011 el mapa de la lectura pública de Menorca. El mapa de lectura pública de les Illes Balears, segons estableix l'article 29.2 de la Llei 19/2006 del Sistema Bibliotecari de les Illes Balears s'elaborarà a partir dels mapes insulars de lectura pública i, atès que encara no s'han redactat els de totes les illes, encara es troba pendent d'elaborar. Al País Valencià es va crear 2001 amb el Reglament Orgànic i Funcional de la Conselleria de Cultura.